# Oscar Simon
Pour les articles homonymes, voir Simon (patronyme).
Oscar Simon est un architecte et géomètre belge qui œuvra dans la région bruxelloise entre la fin du XIXe siècle et le début du XXe siècle.
Il fut président de la Société centrale d'architecture de Belgique.
Ayant commencé sa carrière en 1889 avenue Louise avec un hôtel particulier néogothique, il devint l'auteur de nombreuses maisons de styles Beaux-Arts et éclectique, principalement situées à Saint-Josse-ten-Noode, il se tourna ensuite vers l'Art déco et termina sa carrière en construisant en 1927 dans ce style un imposant immeuble à appartements situé square Armand Steurs, 21 à Saint-Josse-ten-Noode.

## Son œuvre
La plupart de ses constructions ont été faites à Saint-Josse-ten-Noode, soit sur la commune proprement dite soit sur la paroisse de Saint-Josse-ten-Noode faisant partie de Bruxelles-Ville (extension Est).

### Constructions avenue Louise
- 1889 : avenue Louise, 518-520 et boulevard de la Cambre, 57-57b. À l'angle de l'avenue Louise et du boulevard de La Cambre, imposant hôtel particulier d'inspiration néo-médiévale.

### Constructions à Saint-Josse-ten-Noode
- 1890 : square Armand Steurs, 2. Maison bourgeoise de style éclectique 1890. Attribué à Oscar Simon.
- 1890 : square Armand Steurs 3, 5, 6. Trois maisons bourgeoises de style néorenaissance flamande, construites sur des plans de 1890 (attribué).
- 1892 : avenue Jottrand, 3. Maison éclectique 1892.
- 1892 : avenue Jottrand, 5. Maison éclectique. On peut lire la signature d'Oscar Simon gravée dans le soubassement en pierre bleue: «O. Simon/Arch. 1892».
- 1893 : avenue Jottrand, 9. Maison construite en 1893.
- 1927 : square Armand Steurs, 21: Immeuble à appartements en double corps entre la rue du Moulin et l'avenue Paul Deschanel, construit sur des plans de 1927.

### Constructions à Bruxelles extension est
- 1894 : square Marie-Louise, 62. Maison de style éclectique d'inspiration Renaissance, de composition asymétrique, 1894.
- 1896 : rue Franklin, 103. Maison de style éclectique, de composition asymétrique, conçue en 1896.
- 1901 : boulevard Clovis, 12a-14: Ensemble de deux maisons analogues, de style éclectique d'inspiration néoclassique, conçues en 1901.
- 1901 : rue du Noyer, 239. Maison de style éclectique, de composition asymétrique, conçue en 1901.

### Constructions à Ixelles
- 1911 : rue Dautzenberg, 27. Maison de style éclectique 1911.

### Construction à Saint-Gilles
- 1893 : Chaussée de Charleroi, 166. Maison de style éclectique à façade polychrome